# اندیس تیرکوه
تیرکوه یک اندیس فلزی است که در حوالی شهر انار استان کرمان قرار دارد و مادهٔ معدنی موجود در آن، مس است.سنگ میزبان این اندیس گدازه آندزیتی است و دیرینگی آن به دوران پالئوژن_ ائوسن می‌رسد. 